# Information Security Forum
Pour les articles homonymes, voir ISF.
Information Security Forum (ISF) est un organisme international et indépendant, créé en 1989. Son but est la recherche des bonnes pratiques dans le domaine de la sécurité de l'information.
Il regroupe aujourd'hui plus de 280 membres (RSSI et Risk Manager des entreprises) dont pour plus de 50 % classés dans le classement « Fortune 100 ». Le siège de l'ISF est basé à Londres en Angleterre.
Les réunions entre les membres se tiennent sous le nom "chapitre" en Australie, Europe, Afrique, Asie, le Moyen-Orient, Canada, et aux États-Unis.